# Kajakarstwo na Letnich Igrzyskach Olimpijskich 1936 – K-2 1000 m mężczyźni
Zawody w kajakarstwie klasycznym (K2) na dystansie 1000 m mężczyzn na Letnich Igrzyskach Olimpijskich 1936 zostały rozegrane 8 sierpnia 1936 r. W zawodach wzięło udział 24 zawodników z 12 państw. Zawody składały się z eliminacji i finału.

## Rezultaty

### Eliminacje
| Poz. | Zawodnicy                        | Reprezentacja     | Czas   | Uwagi |
| ---- | -------------------------------- | ----------------- | ------ | ----- |
| 1    | Adolf Kainz Alfons Dorfner       | Austria           | 4:10,0 | Q     |
| 2    | Nicolaas Tates Wim van der Kroft | Holandia          | 4:22,2 | Q     |
| 3    | František Brzák Josef Dusil      | Czechosłowacja    | 4:22,7 | Q     |
| 4    | Verner Løvgreen Axel Svendsen    | Dania             | 4:24,8 | Q     |
| 5    | Ernest Riedel Burr Folks         | Stany Zjednoczone | 4:24,8 |       |
| 6    | René Lacelle Jules Mackowiak     | Francja           | 4:34,6 |       |

| Poz. | Zawodnicy                       | Reprezentacja | Czas   | Uwagi |
| ---- | ------------------------------- | ------------- | ------ | ----- |
| 1    | Sixten Jansson Gunnar Lundqvist | Szwecja       | 4:11,0 | Q     |
| 2    | Ewald Tilker Fritz Bondroit     | III Rzesza    | 4:11,8 | Q     |
| 3    | Rudolf Vilim Werner Klingelfuss | Szwajcaria    | 4:30,8 | Q     |
| 4    | Edward Deir Frank Willis        | Kanada        | 4:32,0 | Q     |
| 5    | Frans De Blaes Albert Joris     | Belgia        | 4:42,1 |       |
| 6    | Gábor Cseh Sándor Gelle         | Węgry         | 4:50,7 |       |

### Finał
| Poz. | Zawodnik                         | Reprezentacja  | Czas   |
| ---- | -------------------------------- | -------------- | ------ |
|      | Adolf Kainz Alfons Dorfner       | Austria        | 4:03,8 |
|      | Ewald Tilker Fritz Bondroit      | III Rzesza     | 4:08,9 |
|      | Nicolaas Tates Wim van der Kroft | Holandia       | 4:12,2 |
| 4    | František Brzák Josef Dusil      | Czechosłowacja | 4:15,2 |
| 5    | Rudolf Vilim Werner Klingelfuss  | Szwajcaria     | 4:22,8 |
| 6    | Edward Deir Frank Willis         | Kanada         | 4:24,5 |
| 7    | Verner Løvgreen Axel Svendsen    | Dania          | 4:26,6 |
| -    | Sixten Jansson Gunnar Lundqvist  | Szwecja        | DSQ    |